# Rade (grupa etniczna)
Rade (Rhade, Ede, wiet. Ê Đê) – grupa etniczna w Wietnamie i Kambodży, w 1993 roku jej liczebność w Wietnamie wynosiła 195 tys. osób. W Wietnamie Rade posiadają status oficjalnej narodowości.
Tradycyjnym zajęciem Rade jest żarowa uprawa ziemi. Lud ten posługuje się prymitywnymi narzędziami rolniczymi i domowymi. Posiada jednak bogate tradycje rzemieślnicze w dziedzinie tkactwa i plecionkarstwa.
Struktura społeczna Rade opiera się na rodach matrylinearnych, na których czele stoją stare, szanowane kobiety. Majątek rodziny dziedziczy zwykle najmłodsza z córek. Rodzina kobiety występuje o kandydata na męża.
Rade posługują się językiem rade z rodziny austronezyjskiej.